# Kecskéd alsó megállóhely
Kecskéd alsó megállóhely egy Komárom-Esztergom vármegyei vasúti megállóhely Kecskéd településen, a MÁV üzemeltetésében. A község belterületének északkeleti szélén helyezkedik el, közúti elérését a település központján végighúzódó 8155-ös út felől önkormányzati utak biztosítják.
2023. december 9-től Kecskéd alsó megállóhelyen a járatok feltételesen állnak meg.

## Áthaladó vasútvonalak
- Tatabánya–Oroszlány-vasútvonal (12)

## Forgalom
| Járat | Útvonal | Gyakoriság |
| ----- | --- | ---------- |
| S12   | Budapest-Déli – Budapest-Kelenföld – Budaörs – Törökbálint – Biatorbágy – Herceghalom – Bicske alsó – Bicske – Szár – Szárliget – Alsógalla – Tatabánya – Bánhida – Környe – Kecskéd alsó – Oroszlány | Óránként   |